# Al Kooper
Alan Peter Kuperschmidt, mais conhecido como Al Kooper (Nova Iorque, 5 de fevereiro de 1944) é um músico, compositor e produtor musical estadunidense, mais conhecido por ter formado o grupo Blood, Sweat & Tears. Além disso foi músico de estúdio de vários cantores famosos, incluindo Bob Dylan (para qual contribuiu o clássico órgão ouvido em "Like a Rolling Stone") e Jimi Hendrix.

## Discografia

### Solo
- What's Shakin' (coletânea de 1966) canção: "Can't Keep From Crying Sometimes"
- I Stand Alone (1968)
- You Never Know Who Your Friends Are (1969)
- Easy Does It (1970)
- New York City (You're A Woman) (julho de 1971)
- A Possible Projection of the Future / Childhood's End (julho de 1972)
- Naked Songs (1973)
- Act Like Nothing's Wrong (janeiro de 1977)
- Rekooperation (junho de 1994)
- Soul of a Man (fevereiro de 1995)
- Rare and Well Done (setembro de 2001)
- Fillmore East: The Lost Concert Tapes 12/13/68 (com Mike Bloomfield) (abril de 2003)
- Black Coffee (agosto de 2005)
- White Chocolate (2008)

### Colaborações
- Super Session (com Stephen Stills e Mike Bloomfield) (1968)
- The Live Adventures of Mike Bloomfield and Al Kooper (1968)
- Kooper Session (com Shuggie Otis) (1969)
- Championship Wrestling (estrelando Jeff "Skunk" Baxter) (1982)

### Coletâneas
- Al's Big Deal/Unclaimed Freight/An Al Kooper Anthology (1975)